# Laguna Rogaguado
|  | Dette opslag omhandler Laguna Rogaguado. For søen med det lignende navn se Laguna Rogagua |
Laguna Rogaguado er en sø i det nordlige Bolivia, i José Ballivián Provinsen i Beni Departementet.
13°2′6″S 65°56′32″V / 13.03500°S 65.94222°V